# Amegilla comberi
Amegilla comberi là một loài Hymenoptera trong họ Apidae. Loài này được Cockerell mô tả khoa học năm 1911.